# In Their Darkened Shrines
In Their Darkened Shrines es el tercer álbum de la banda estadounidense de death metal Nile. Fue lanzado el 20 de agosto de 2002 por Relapse Records. El álbum tiene 2 singles: "Execration Text" y "Sarcophagus". Algunos fanes consideran a este disco como el mejor de la banda. Se grabó un videoclip de "Execration Text".

## Lista de canciones
1. "The Blessed Dead" - 4:53
2. "Execration Text" - 2:46
3. "Sarcophagus" - 5:09
4. "Kheftiu Asar Butchiu" - 3:52
5. "Unas Slayer of the Gods" - 11:43
6. "Churning the Maelstrom" - 3:07
7. "I Whisper in the Ear of the Dead" - 5:10
8. "Wind of Horus" - 3:47
9. "In Their Darkened Shrines I: Hall of Saurian Entombment" 5:09
10. "In Their Darkened Shrines II: Invocation to Seditious Heresy" - 3:51
11. "In Their Darkened Shrines III: Destruction of the Temple of the Enemies of Ra" - 3:11
12. "In Their Darkened Shrines IV: Ruins" - 6:01

## Nota
- La letra de "In Their Darkened Shrines IV: Ruins" son de la historia de H.P. Lovecraft, "Ciudad sin nombre". (Estas letras no son cantadas en la canción, ya que es instrumental. Junto con "In Their Darknened Shrines I: Hall of Saurian Entombment", las letras son suplementarias al ritmo instrumental.)

## Créditos
- Karl Sanders - Guitarra, voces, bajo
- Dallas Toler-Wade - Guitarra, voces, bajo
- Tony Laureano - Batería, percusión, voces
- Jon Vesano - Voces adicionales
- Mike Breazeale - Voces adicionales

- Datos: Q2006329